# 宅間秋史
宅間 秋史（たくま あきふみ、1955年 - 2020年12月18日）は、元フジテレビの映画プロデューサー、ドラマプロデューサー。妻は山村美智。

## 生涯
慶應義塾大学卒業。フジテレビ在籍中は主に、1980年代の映画やテレビドラマを数多く担当。その後、フジテレビ関連会社に出向し、映画、ドラマ制作には携わっていない。2013年6月27日付よりフジテレビ事業局担当局長。
1984年、当時フジテレビアナウンサーだった山村美智子（現・山村美智）と結婚。
2015年にフジテレビを退社。製作会社「（株）サンダーストームエンターテイメント」を設立。
2020年12月18日午後10時44分、食道がんのため東京都新宿区の病院で死去。65歳没。

## 担当した作品

### 映画
プロデューサー
- 花より男子（1995年）
- ぼくは勉強ができない（1996年）
- CAT'S EYE キャッツ・アイ（1997年）
- シャ乱Qの演歌の花道（1997年）
- ジューンブライド 6月19日の花嫁（1998年）
- ベル・エポック（1998年）
- GTO（1999年）
- ウォーターボーイズ（2001年）

エグゼクティブプロデューサー
- パ★テ★オ（1992年）
- That's カンニング! 史上最大の作戦?（1996年）
- 友子の場合（1996年）
- MIND GAME（1998年）
- 大河の一滴（2001年）
- プラトニック・セックス（2001年）
- g@me.（2003年）
- レイクサイド マーダーケース（2004年）

プロジェクトプロデューサー
- デボラがライバル（1997年）
- ときめきメモリアル（1997年）

プロデュース
- 東京★ざんすっ（2001年）

企画
- 卒業（2003年）

製作総指揮
- ナースのお仕事 ザ・ムービー（2002年）

### ドラマ
プロデューサー
- 月曜ドラマランド
  - 機動少女隊 ホールドアップ（1985年）
  - 仮面の忍者 赤影（1985年）
  - おニャン子捕物帳 謎の村雨城（1986年）
  - おニャン子学園危機イッパツ! とんだ放課後（1986年）
  - 三代目はおニャン子お嬢さま?! 花吹雪893組（1986年）
  - もしかして婚約者!?（1986年）
  - 探偵桃語（1986年）
  - ボクの婚約者（1986年）
  - ひみつのアッコちゃん 伊豆の踊子物語（1987年）
  - ないしょのハーフムーン（1987年）
  - いきなり婚約者（1987年）
  - ナイン（1987年）
  - とっておき家族（1987年）
  - ガクエン情報部H.I.P.（1987年）
- 木曜ドラマストリート
  - 三姉妹探偵団（1986年）
  - あいつと私（1986年）
- ときめきざかり（1988年）

エグゼクティブプロデューサー
- マンハッタンダイアリーズ（2007年、GyaO）

企画
- 有閑倶楽部（1986年）
- CIRCUIT NURSE（1988年）
- キモチいい恋したい!（1990年）
- もう誰も愛さない（1991年）
- ヴァンサンカン・結婚（1991年）
- あなただけ見えない（1992年）
- もう涙は見せない（1993年）
- 29歳のクリスマス（1994年）

### バラエティ
プロデューサー
- 火曜ワイドスペシャル クレージーキャッツ結成30周年記念特別企画 アッと驚く!無責任

企画
- クイズ&ゲーム太郎と花子

編成
- 月曜ドラマランド 志村けんのバカ殿様